# Picture Book (canción)
«Picture Book» es una canción de The Kinks escrita y producida por Ray Davies y lanzada en 1968 como la tercera canción de su aclamado álbum The Kinks Are the Village Green Preservation Society, cuenta con un estilo de pop rock y unas letras igualmente escritas por Ray que dan un sentimiento de nostalgia.

## Composición
La canción, catalogada como folk psicodélico inicia con el golpe de la batería de Mick Avory, seguido de una guitarra acústica y una guitarra eléctrica ligeramente distorsionada, acompañada de un prominente bajo, siendo una de las canciones más "pesadas" en un álbum generalmente calmado.

### Letras
"Picture Book" trata sobre mirar un álbum de fotos, donde se encuentran imágenes de "tú en tu traje de cumpleaños" y de "tu mamá y tu papá, y el gordo tío Charlie bebiendo con sus amigos". Supuestamente, Davies tuvo la idea del tema musical de la pista antes de escribirla.

## Grabación
Inicialmente, la canción fue diseñada por el compositor Ray Davies para ser utilizada en un proyecto en solitario, sin embargo en mayo de 1968 la canción fue grabada por The Kinks.
El baterista Mick Avory modificó su tarola de la grabación. Dijo sobre el evento: "En "Picture Book", quité la trampa solo para obtener un sonido diferente".

## Lanzamiento
La canción fue lanzada también como el lado B de su sencillo Starstruck en algunos países, más específicamente en Estados Unidos, mientras que en Australia el orden de las canciones en la cara A y B fue cambiado, dejando a Picture Book como protagonista del sencillo y Starstruck acompañándolo. Es actualmente una de sus canciones más populares, aunque en su tiempo tanto el sencillo como el álbum pasaron desapercibidos.
También en Dinamarca la canción fue el lado B de The Village Green Preservation Society